# Karl Andree
Karl Andree, nemški geograf, etnolog in novinar, * 20. oktober 1808, Braunschweig, † 10. avgust 1875, Wildungen.